# Stortingsvalget 1921
Stortingsvalget 1921 blev afholdt i Norge om mandagen den 24. oktober 1921. Det var det første stortingsvalget i Norge som blev afholdt ved forholdstalsvalg, i det gamle system var det flertalsvalg i enmandskredse. Dette gav et Storting med en mere retfærdig fordeling af pladserne i forhold til stemmetallene. Samtidig blev tallet på stortingsrepræsentanter øgede med 24, så der i alt var 150 medlemmer af Stortinget.
Otto Albert Blehrs anden regering (Venstre) var udnævnt nogen måneder før valget, og blev siddende.

## Resultat
| Parti                                   | Procent af stemmerne (%) | Ændring i forhold til 1918 | Mandater | Ændring i forhold til 1918 |
| --------------------------------------- | ------------------------ | -------------------------- | -------- | -------------------------- |
| Fellesliste Høyre og Frisinnede Venstre | 33,4                     | +3,0                       | 57       | + 8                        |
| Arbeiderpartiet                         | 21,3                     | -10,3                      | 29       | + 11                       |
| Venstre                                 | 20,1                     | -8,2                       | 37       | - 15                       |
| Landmandsforbundet                      | 13,1                     | +8,4                       | 17       | + 14                       |
| Sosialdemokratene                       | 9,2                      | +9,2                       | 8        | + 8                        |
| Det Radikale Folkeparti                 | 2,5                      | -0.8                       | 2        | - 1                        |
| Andre                                   | 0,4                      | -1,3                       | 0        | - 1                        |
| Total                                   | 100                      | 0                          | 150      | + 24                       |